# Ankum (Dalfsen)
Ankum is een klein dorp behorend tot de gemeente Dalfsen, in de Nederlandse provincie Overijssel.
In het dorp woonden op 1 januari 2018 94 mensen en er is een protestants-christelijke basisschool gevestigd. Het dorp ligt vlak langs de provinciale weg van Zwolle naar Dalfsen, de N340.
Verder is er in Ankum een buurthuis waar bijna elke avond (dans)cursussen en gezelligheidsavonden worden georganiseerd. In dit buurthuis wordt sinds 1935 elke zomer een traditioneel dansfeest gehouden, wat altijd al door dezelfde familie wordt georganiseerd. Ankum heeft geen kerk. Het is een landelijk dorp. In het dorp staat een tankstation en een autodealer. Deze bedrijfjes liggen op de Ankummer Es.
Hoofdplaats: Dalfsen      Dorpen: Ankum · Hoonhorst · Lemelerveld · Nieuwleusen · Oudleusen

Buurtschappen: Broekhuizen · Dalfserveld · Dalmsholte (deels) · De Marshoek · De Meele · Den Hulst · Emmen · Engeland · Gerner · Hessum · Holt · Lenthe · Mataram · Millingen · Ooster-Dalfsen · Oudleusenerveld · Rechteren · Rosengaarde · Ruitenveen · Slennebroek · Strenkhaar · Vennenberg · Welsum

Voormalige gemeenten: Nieuwleusen

Overijssel · Steden en dorpen in Overijssel      Nederland · Provincies · Gemeenten